# Exochus rufator
Exochus rufator är en stekelart som beskrevs av Aubert 1963. Exochus rufator ingår i släktet Exochus och familjen brokparasitsteklar. Inga underarter finns listade i Catalogue of Life.